# Julian Barratt
Julian Barratt, född 4 maj 1968 i Leeds, är en engelsk ståuppkomiker, skådespelare och musikproducent. I sitt hemland är han nog mest känd som den ena halvan av Mighty Boosh, tillsammans med Noel Fielding.